# Lepanthes cyrillicola
Lepanthes cyrillicola är en orkidéart som beskrevs av Carlyle August Luer och Llamacho. Lepanthes cyrillicola ingår i släktet Lepanthes och familjen orkidéer.
Artens utbredningsområde är Kuba. Inga underarter finns listade i Catalogue of Life.